# Iljušin Il-18
Iljušin Il-18 (V kódu NATO "Coot") je víceúčelový turbovrtulový letoun z poloviny 50. let 20. století, vyvinutý a vyráběný v Sovětském svazu. Letoun poprvé vzlétl v roce 1957 a stal se jedním z nejznámějších a nejodolnějších sovětských letadel své doby. Il-18 byl po několik desetiletí jedním z hlavních dopravních letadel na světě a byl ve velkém vyvážen. Díky trvanlivosti draku dosáhlo mnoho letadel více než 45 000 letových hodin a typ nadále v omezeném počtu zůstává jak ve vojenské, tak v menší míře i civilní službě. Nástupcem Il-18 se stal proudový dopravní letoun s dlouhým doletem Iljušin Il-62.

## Vývoj

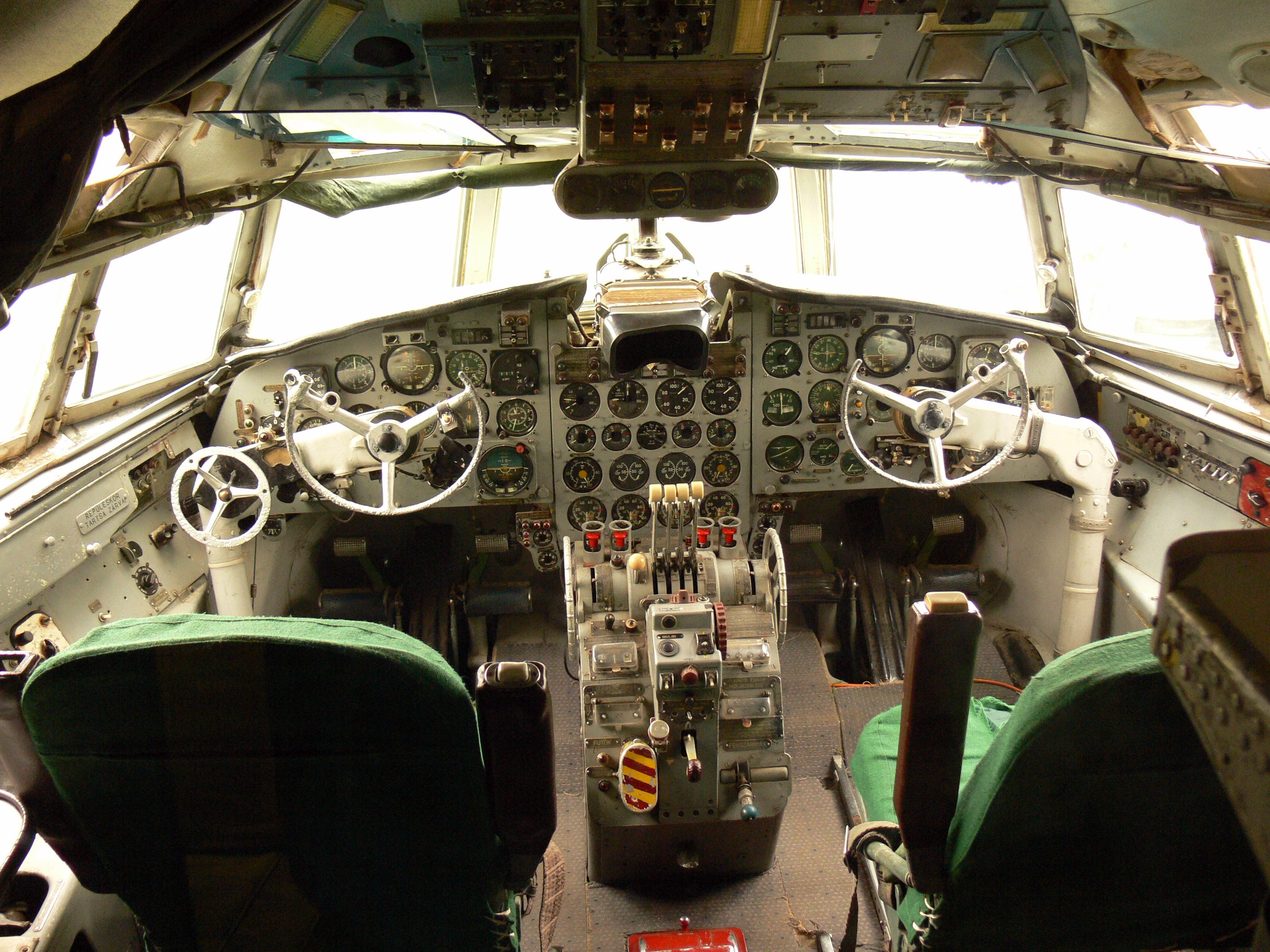
Kokpit Il-18

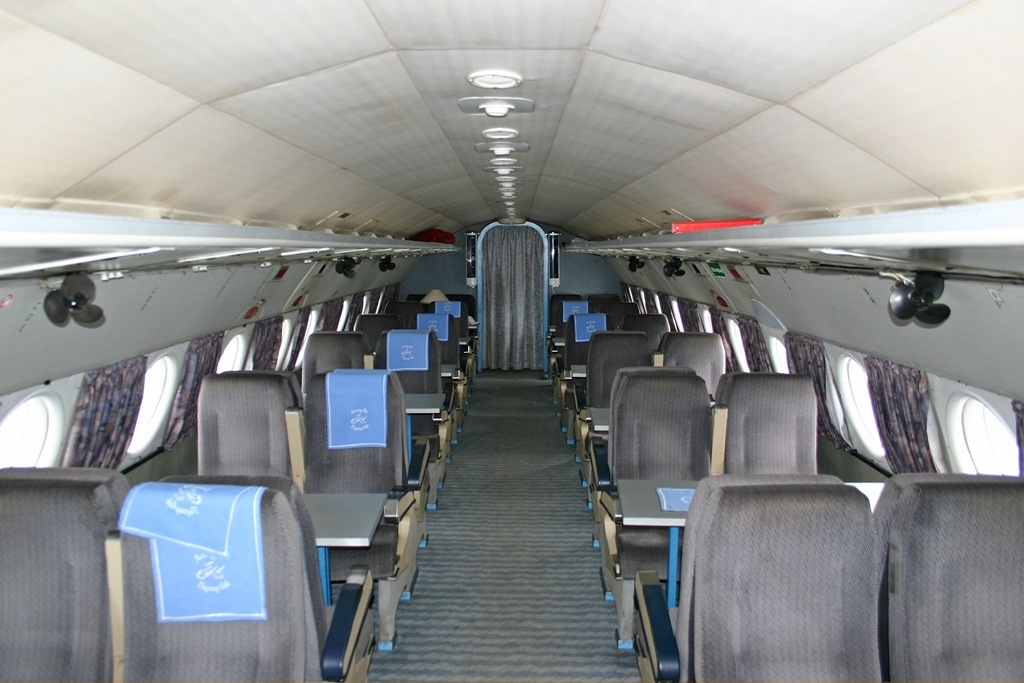
Kabina Il-18 (Interflug)

Dva sovětské letouny sdílely označení Iljušin Il-18. První Il-18 byl vrtulový dopravní letoun z roku 1946, ale po roce zkušebních letů byl tento program opuštěn.
Počátkem 50. let s potřebou nahradit starší konstrukce a zvětšit velikost sovětského civilního dopravního parku byla 30. prosince 1955 vydána směrnice sovětské Rady ministrů hlavním konstruktérům Kuzněcovovi a Ivčenkovi k vývoji nových turbovrtulových motorů a Iljušinovi a Antonovovi navrhnout letadlo pro použití těchto motorů. Tyto dva letouny byly vyvinuty jako Iljušin Il-18 a Antonov An-10 a zvolený motor byl Kuzněcov NK-4 spíše než Ivčenko AI-20.
Il-18 vznikl dle požadavků sovětské státní letecké společnosti Aeroflot na letoun pro přepravu osob i pro přepravu nákladů a vojenské účely. Jeho konstrukce začala v roce 1954 před vydáním směrnice a byly použity zkušenosti z Il-18 s pístovým motorem, i když šlo o letoun nové konstrukce. Návrh byl čtyřmotorový dolnoplošník s kruhovým přetlakovým trupem a konvenční ocasní plochou. Zatahovací třístopý podvozek s příďovým kolem měl čtyři kola na hlavním podvozku jedné nohy; podvozky hlavních nohou se otáčely o 90 stupňů a zatahovaly se do zadní části vestavěných motorů. Novinkou v té době bylo umístění meteorologického radaru na příď. Byl také prvním sovětským dopravním letadlem s automatickým přibližovacím systémem. Letoun má dvoje vstupní dveře na levoboku před a za křídlem a dva křídlové nouzové východy na každé straně.
Prototyp SSSR-L5811 byl uveden v červnu 1957 a po pozemních zkouškách začal 1. července 1957 s pojížděním a vysokorychlostními jízdami. 4. července 1957 prototyp poprvé vzlétl z Chodynky. 10. července 1957 bylo letadlo převezeno na letiště Moskva-Vnukovo, aby bylo představeno sovětské vládní komisi; přítomen byl také prototyp Antonov An-10 a Tupolev Tu-114. Typ Il-18 byl formálně pojmenován Moskva a tento nápis se objevil na trupu, ačkoli jméno nebylo použito, když letoun vstoupil do výroby.
Pro výrobu letounu byl vybrán moskevský strojní závod č. 30 nacházející se v Chodynce, poblíž místa, kde sídlila Iljušinova konstrukční kancelář a vznikl prototyp. V průběhu roku 1957 závod začal snižovat svou výrobu typu Iljušin Il-14 a připravoval se na stavbu sériového letounu označeného IL-18A Il-18A se od prototypu lišil pouze drobnými detaily, hlavně vnitřní konfigurací pro zvýšení kapacity sedadel ze 75 na 89.
První sériově vyráběné letouny byly poháněny motorem Kuzněcov NK-4, ale ty se potýkaly s problémy, takže Rada ministrů v červenci 1958 rozhodla, že veškerá výroba od listopadu 1958 bude používat motory Ivčenko AI-20 a dřívější výroba bude přepracována. Před změnou výroby na vylepšený Il-18B vzniklo pouze 20 IL-18A. Tato nová varianta měla vyšší celkovou hmotnost a příď byla přepracována s větším krytem, který zvětšil délku o 20 cm. První Il-18B vzlétl 30. září 1958 poháněný motory AI-20; Vznikla také VIP varianta označená jako IL-18S pro sovětské letectvo. Od dubna 1961 byla pro pozemní startování namontována pomocná jednotka TG-18 než řada olověných akumulátorů. Některá letadla byla upravena tak, aby umožňovala provoz APU za letu.
Se zkušenostmi z dřívějších letadel byla dalším vylepšením varianta Il-18V, která byla konstrukčně stejná, ale interiér byl přepracován, včetně přesunutí kuchyně a některých menších systémových změn. První Il-18V se objevil v prosinci 1959 a měl pokračovat ve výrobě až do roku 1965 poté, co bylo vyrobeno 334 ks. Objevily se i specializované varianty letounu, včetně letounů upravených pro letovou kalibraci a polární varianty s dlouhým doletem. Objevily se i vojenské varianty včetně protiponorkového Iljušinu Il-38.
Od roku 1959 začal stroj létat na linkách Moskva – Soči a Moskva – Almaty; postupně začaly Il-18 létat i na několika vnitrostátních i mezinárodních linkách SSSR.
Letouny Il-18 sloužily u všech leteckých společností bývalého socialistického tábora, ve velkém množství a po dlouhou dobu. Od začátku 60. let létaly i u Československých aerolinií.

## Služba

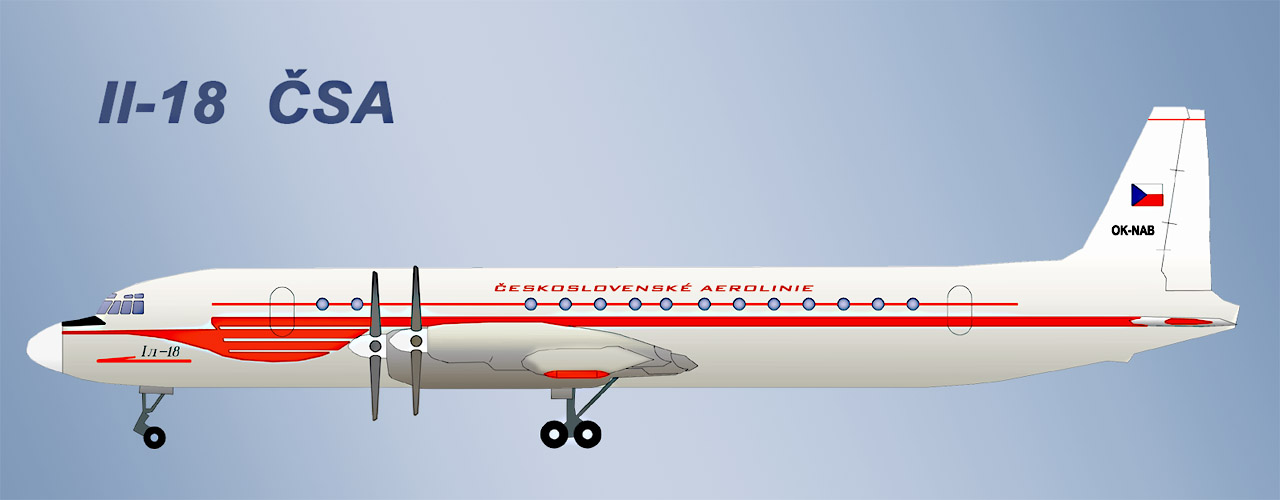
Iljušin Il-18B (OK-NAB) v barvách Československých aerolinií

První Il-18, původně vybavený motory Kuzněcov NK-4, vzlétl 4. července 1957. 17. září 1958 letoun poprvé vzlétl s novými motory Ivčenko AI-20. Zkušebním pilotem byl Vladimir Kokkinaki. V letech 1958 až 1960 bylo tímto letounem vytvořeno dvacet pět světových rekordů, mezi nimi i rekordy doletu a výšky s různým užitečným zatížením. V roce 1958 byl letoun oceněn Grand Prix světového veletrhu v Bruselu. V dubnu 1979 byl na letišti Šeremeťjevo odhalen pomník na památku letadla.
Sedmnáct zahraničních leteckých dopravců získalo přibližně 125 letadel Il-18 s kapacitou 100-120 cestujících. Il-18 byly dlouhá léta v provozu na Sibiři, v Severní Koreji a na Středním východě, zatímco řada exemplářů vyrobených v polovině 60. let byla ještě v roce 2014 stále v civilní službě v Africe a jižní Asii. Tento typ slouží v různých vojenských verzích, včetně letounů pro elektronický boj a průzkum Il-22PP, které vstoupily do služby v říjnu 2016. Modernizovaný Il-20M s vylepšeným radarovým, rádiovým a opticko-elektronickým průzkumným zařízením vstoupil do služby v červenci 2020, aby zajistil bezpečné zaměřování raketového systému Ch-47M2 Kinžal.
Il-18 (registrace DDR-STD) společnosti Interflug a používaný východoněmeckými vůdci, včetně Ericha Honeckera, byl v Nizozemsku přeměněn na statické hotelové apartmá.
V červenci 2018 bylo v provozu 7 letadel u 6 provozovatelů.

### ČSA
ČSA používaly Il-18 na vnitrostátních linkách (zejména do Bratislavy, Košic a Popradu), na linkách po Evropě, na linkách do Afriky, na Blízký východ a jistý čas i na dálkové lince do Havany, kam létaly Il-18 verze D. Linka do Havany měla mezipřistání v irském Shannonu a v kanadském Ganderu. Brzy však byly Il-18D na této lince nahrazeny letadly Il-62. Poslední Il-18 vyřadily ČSA až v roce 1990.
| Verze  | Registrace | Jméno letadla                | Počet sedadel | U ČSA od – do               | Původ a další osud |
| ------ | ---------- | ---------------------------- | ------------- | --------------------------- | --- |
| IL-18B | OK-NAA     | "Ostrava" později "Piešťany" | 84            | 08. 01. 1960 – 28. 02. 1979 | Původně u Aeroflotu jako CCCP-75703. 02. 01. 1977 srážka s Tupolevem Tu-134A (OK-CFD) na letišti Praha-Ruzyně, 08. 03. 1979 prodán do kbelského muzea, kde je dodnes. |
| IL-18B | OK-NAB     | "Košice"                     | 84            | 08. 01. 1960 – 28. 07. 1976 | Původně nové. 28. 07. 1976 zničen při havárii v Bratislavě, letadlo po vysazení motoru a vypnutí omylem živého motoru na stejné straně (chyba palubního mechanika) minulo přistávací dráhu a spadlo do jezera Zlaté písky, 76 lidí zahynulo, 3 lidé přežili se zraněními.                                                                         |
| IL-18V | OK-OAC     | "Sliač"                      | 90–110        | 31. 05. 1960 – 30. 05. 1980 | Původně nové. Sešrotováno 19. - 20. 11. 1984 při zkouškách Semtexu. |
| IL-18V | OK-OAD     | neznámé                      | 90–110        | 31. 05. 1960 – 28. 03. 1961 | Původně nové. Letadlo se víceméně rozpadlo v letové hladině nad Norimberkem. Stroj letěl na lince OK511 Praha - Curych - Rabat - Dakar - Conakry. Vznikly různé spekulace, včetně možnosti sestřelení, tato nehoda však nebyla nikdy uspokojivě vyšetřena.                                                                                        |
| IL-18V | OK-PAE     | "Karlovy Vary"               | 90–110        | 22. 04. 1961 – 18. 05. 1980 | Původně nové. Od 17. 03. 1982 bylo letadlo umístěno u autokempu na Seči, nyní je stroj v Zruči u Plzně (v soukromém Air Parku). |
| IL-18V | OK-PAF     | neznámé                      | 90–110        | 22. 4. 1961 – 11. 7. 1961   | Původně nové. 11. 7. 1961 letěl tento stroj na stejné lince jako 28. 3. 1961 letadlo IL-18V (OK-OAD). Kvůli husté mlze v Rabatu přistávalo letadlo na letišti v Casablance, kde však nebylo také nejpříznivější počasí. Po prvním průletu v 150 metrech letadlo opakovalo přiblížení, při kterém zachytilo o vedení vysokého napětí a havarovalo. |
| IL-18V | OK-PAG     | "Vysoké Tatry"               | 90–110        | 04. 1. 1962 – 21. 2. 1980   | Původně nové. Letadlo sloužilo od 25. 5. 1982 jako restaurace ve Slušovicích. Později bylo převezeno a provozováno jako restaurace u zoo v obci Lešná (nedaleko Zlína). Nakonec bylo letadlo několik let k vidění rozebrané a zdevastované na pozemku kovošrotu v nedaleké obci Ostrata.                                                          |
| IL-18V | OK-PAH     | "Mariánské Lázně"            | 90–110        | 04. 1. 1962 – 31. 10. 1979  | Původně nové. V roce 1981 bylo letadlo odkoupeno Filmovým studiem Barrandov, 27. - 28. 08. upravené trhavinou pro účely natáčení seriálu Sanitka, pak byl stroj zlikvidován. |
| IL-18D | OK-WAI     | neznámé                      | 65–120        | 19. 05. 1967 – 05. 09. 1967 | Původně nové. 05. 09. 1967 letělo letadlo na lince OK523 Praha - Shannon - Gander - Havana. Po startu z letiště v Ganderu stroj havaroval. O příčině panují dohady, posádka pravděpodobně brzy zatáhla vztlakové klapky a došlo ke klesání letadla a nárazu do země.                                                                              |
| IL-18D | OK-WAJ     | "Poděbrady"                  | 65–120        | 21. 07. 1967 – 25. 10. 1984 | Původně u Aeroflotu jako CCCP-75451. Od 17. 09. 1986 slouží jako restaurace nedaleko Bakova nad Jizerou. Později byl stroj několik let nevyužívaný a chátral, od prosince 2006 je však opět v provozu. V roce 2011 dostal nový nátěr propagující nápoj Kofola.                                                                                    |
| IL-18E | OK-PAI     | nemělo                       | 120           | 21. 01. 1977 – 15. 12. 1989 | Letadlo nejprve (v letech 1962–1977) sloužilo u vládní letky jako OK-BYP. Po skončení služby u ČSA přelétl stroj 29. 01. 1990 do Norimberku, což byl zároveň poslední let Il-18 u ČSA. Zde měl být stroj sešrotován, ale nakonec skončil v muzeu v Sinsheimu, kde je dodnes.                                                                      |
| IL-18D | OK-VAF     | nemělo                       | 65–120        | 31. 12. 1977 – 19. 01. 1990 | Letadlo nejprve (v letech 1966–1977) sloužilo u vládní letky jako OK-BYZ. Po skončení služby u ČSA přeletěl stroj do Norimberku, kde sloužil jako trenažér hasičů. |

## Specifikace (Il-18D)

### Technické údaje
- Posádka: 9
- Kapacita: 65–120
- Rozpětí: 37,42 m
- Délka: 35,90 m
- Výška: 10,165 m
- Nosná plocha: 140 m²
- Kapacita paliva: 30 000 l
- Průměr trupu: 3,5 m
- Max. přistávací hmotnost: 52 600 kg
- Max. hmotnost při pojíždění: 64 500 kg

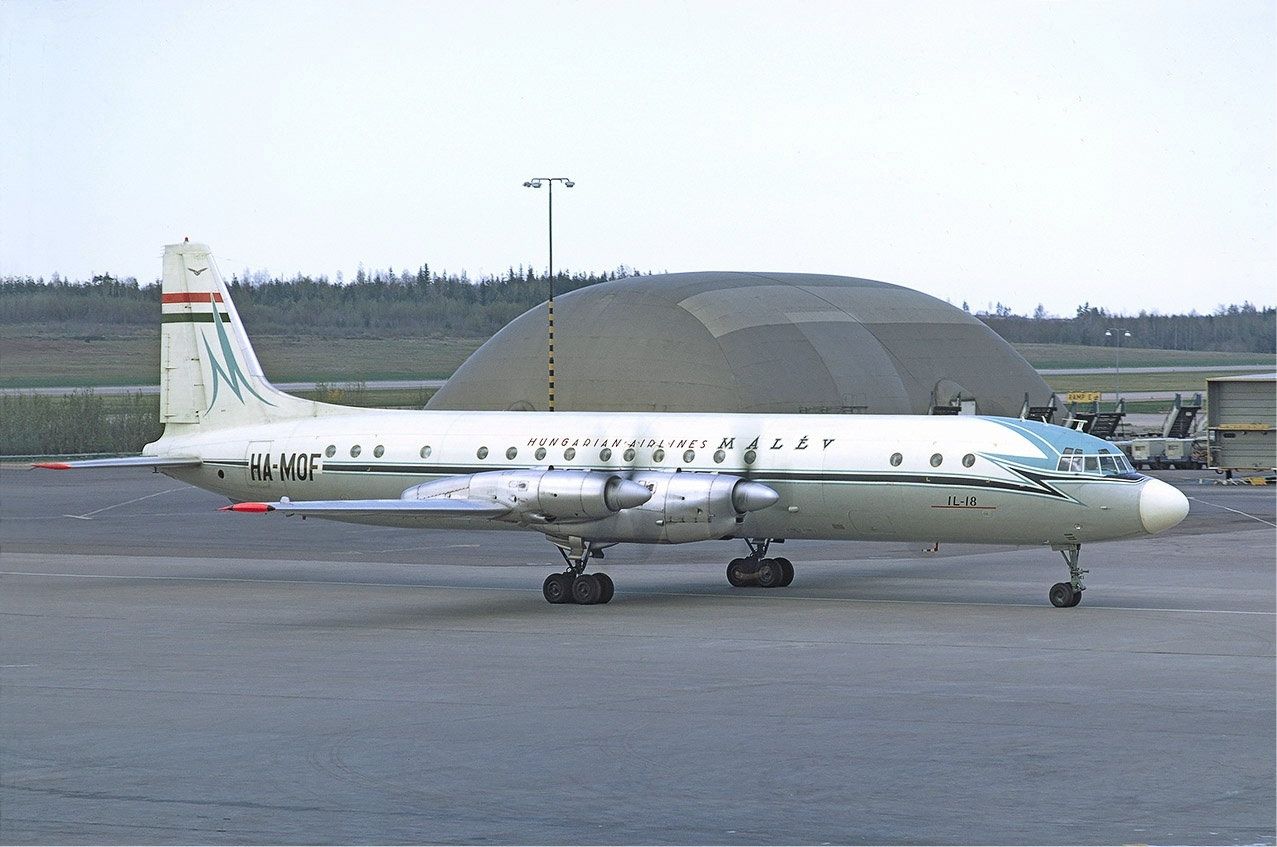
Iljušin Il-18V společnosti Malév na letišti Arlanda ve Stockholmu, duben 1972

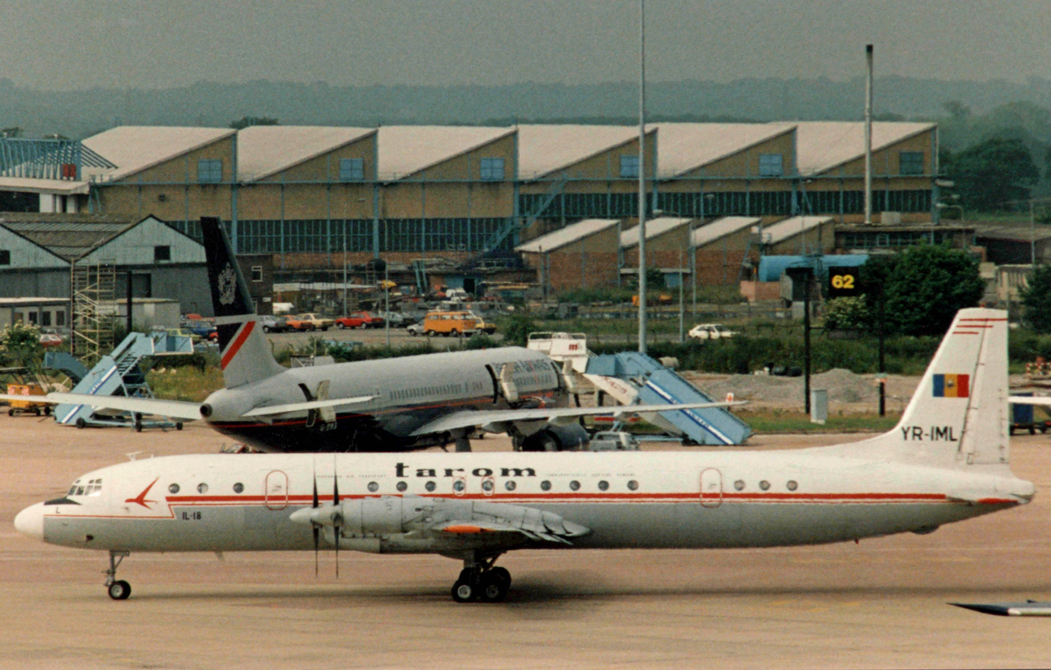
Iľjušin Il-18D společnosti TAROM na letišti v Manchesteru, červen 1988

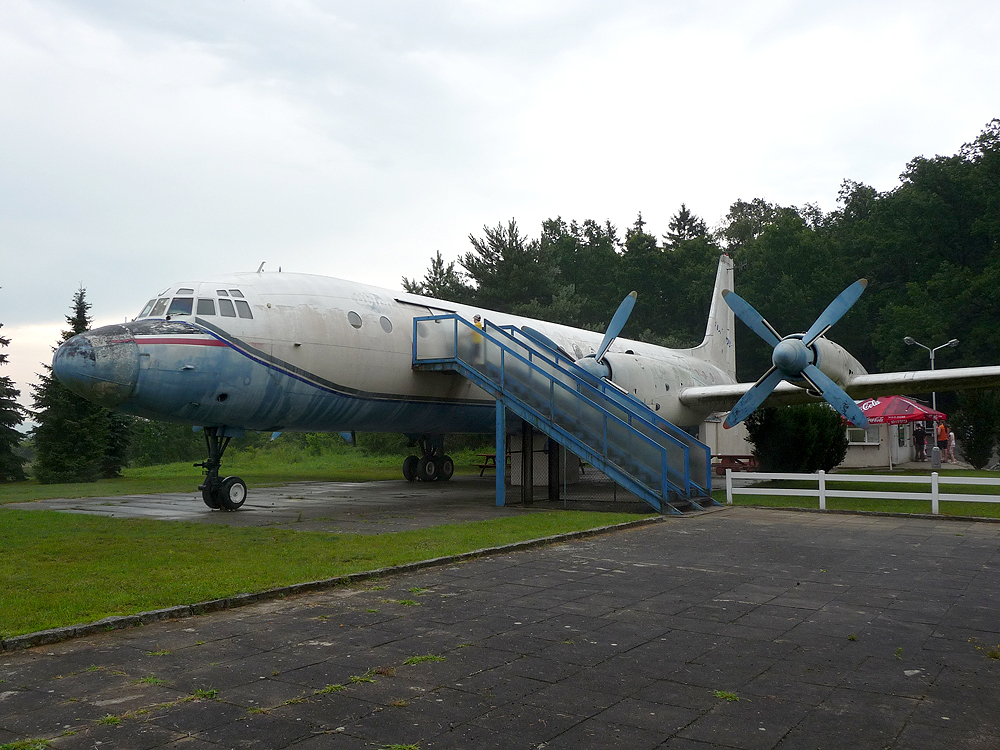
Vyřazený Iljušin Il-18D (v letech 1967–1984 sloužil u ČSA s imatr. zn. OK-WAJ), který od roku 1986 slouží jako restaurace nedaleko Bakova nad Jizerou

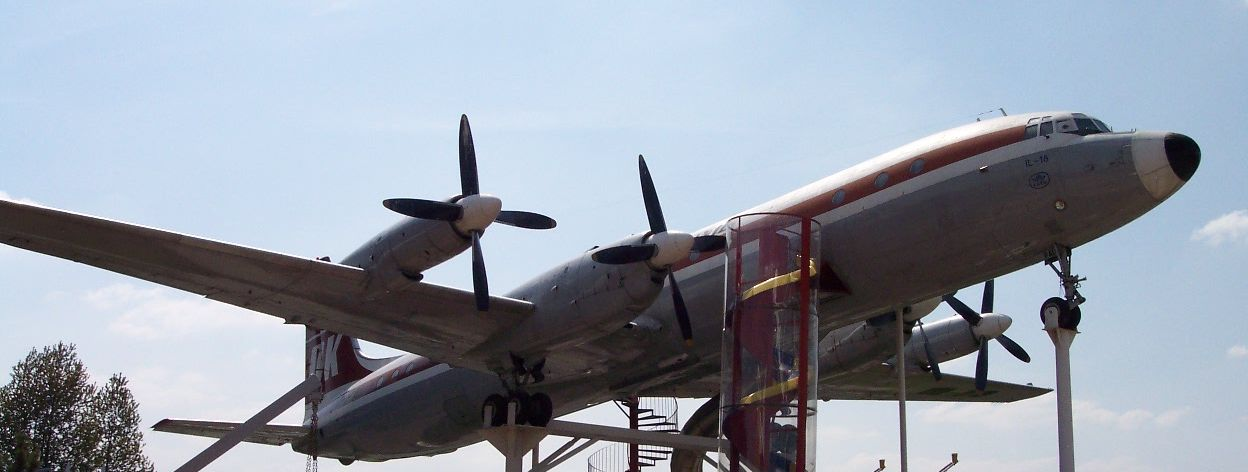
Iljušin Il-18E (OK-PAI) Československých aerolinií v muzeu v německém Sinsheimu

- Hmotnost prázdného letadla: 35 000 kg
- Max. vzletová hmotnost: 64 000 kg
- Pohonná jednotka: 4 × turbovrtulový motor Ivčenko AI-20M, každý o výkonu 3 125 kW (4 250 k)

### Výkony
- Maximální rychlost: 675 km/h (419 mph, 364 kn)
- Cestovní rychlost: 625 km/h
- Dolet: 6 500 km (4 000 mi, 3 500 nmi) s užitečným zatížením 6 500 kg (14 330 lb), maximálním množstvím paliva a rezervou na jednu hodinu.
  - 3 700 km (2 299 mi) s maximálním užitečným zatížením 13 500 kg (29 762 lb) při 84 – 85 % maximálního trvalého výkonu.
- Dostup: 11 800 m
- Délka vzletu: 1 350 m
- Délka přistání: 850 m

## Specifikace (Il-18E)

### Technické údaje
- Posádka: 5
- Kapacita: 120
- Rozpětí: 37,42 m
- Délka: 35,90 m
- Výška:10,17 m
- Plocha křídel: 140 m²
- Hmotnost prázdného letadla: 35 000 kg
- Max. vzletová hmotnost: 64 000 kg
- Pohonná jednotka: 4 × turbovrtulový motor Ivčenko AI-20M, každý o výkonu 3 125 kW (4 250 k)

### Výkony
- Cestovní rychlost: 625 km/h
- Dostup: 12 500 m
- Dolet: 4 400 km
  - Maximální dolet: 5 200 km

## Specifikace (Il-18V)

### Technické údaje
- Posádka: 5
- Kapacita: 90–110
- Rozpětí: 37,42 m
- Délka: 35,90 m
- Výška: 10,17 m
- Plocha křídel: 140 m²
- Hmotnost prázdného letadla: 34 500 kg
- Max. vzletová hmotnost: 61 200 kg
- Pohonná jednotka: 4 × turbovrtulový motor Ivčenko AI-20K, každý o výkonu 2 942 kW (4 000 k)

### Výkony
- Cestovní rychlost: 600 km/h
- Dostup: 10 000 m
- Dolet: 4 270 km
  - Maximální dolet: 4 800 km